# Greg Morris
Greg Morris (Cleveland, 27 de septiembre de 1933,
Las Vegas, 27 de agosto de 1996) fue un actor estadounidense afroamericano reconocido por su participación en la serie de los años sesenta Misión imposible.

## Carrera
Nacido en Cleveland (Ohio), empezó su carrera en 1963, como invitado en: The Alfred Hitchcock hour, y en las series de medicina Ben Casey y Dr. Kildare, también pasó por The Twilight Zone, El show de Dick Van Dyke, El fugitivo, Marcado, y en los setenta en Mannix, El hombre nuclear, Las calles de San Francisco, La mujer maravilla, El crucero del amor.
En 1978 co-estelarizó la serie Las Vegas, donde interpretó al teniente Nelson. En los años ochenta hizo papeles como invitado en
Los Jeffersons, La Isla de la Fantasía, T. J. Hooker, La reportera del crimen, su última actuación es en 1995 en la serie protagonizada por William Shatner: TekWar.

## Misión imposible
Su actuación más recordada es cuando interpretó a Barney Collier en Misión imposible. Morris fue el único integrante de la serie que se mantuvo en todas las temporadas, que se emitieron entre 1966 y 1973. En Mission: Impossible 88 tuvo dos intervenciones, también en el papel del bondadoso Barney Collier. También fue el único integrante de color de la serie, en una época en que la discriminación racial predominaba en la sociedad estadounidense. (El apartheid había sido penalizado en 1964).